# Біленко Григорій Миколайович
Григо́рій Микола́йович Біле́нко — старший лейтенант Збройних сил України, учасник російсько-української війни.

## Нагороди
За особисту мужність і високий професіоналізм, виявлені у захисті державного суверенітету та територіальної цілісності України, вірність військовій присязі, відзначений — нагороджений
- орденом Богдана Хмельницького III ступеня (31.7.2015)